# كريستابس بورزينجيس
كريستابس بورزينجيس (باللاتفية: Kristaps Porziņģis)‏ مواليد 2 أغسطس 1995 في ليبايا، هو لاعب كرة سلة لاتفي. بدأ مسيرته الاحترافية في سنة 2011. تم اختياره من قبل فريق نيويورك نيكس خلال الدرافت. يلعب مع نيويورك نيكس في الرابطة الوطنية لكرة السلة كلاعب وسط. يحمل الرقم 6. يبلغ طوله 7 قدم 3 بوصة (2.2 م). لعب مع نادي إشبيلية لكرة السلة ونيويورك نيكس.

## إحصائيات المسيرة

### الموسم الاعتيادي
| السنة   | الفريق       | لعب | بدأ | دقيقة | ميداني% | ثلاثية | حرة  | ارتداد | صنع | استلاب | تصدي | نقطة |
| ------- | ------------ | --- | --- | ----- | ------- | ------ | ---- | ------ | --- | ------ | ---- | ---- |
| 2015–16 | نيويورك نيكس | 72  | 72  | 28.4  | .421    | .333   | .838 | 7.3    | 1.3 | .7     | 1.9  | 14.3 |
| 2016–17 | نيويورك نيكس | 66  | 65  | 32.8  | .450    | .357   | .786 | 7.2    | 1.5 | .7     | 2.0  | 18.1 |
| المسيرة |              | 138 | 137 | 30.5  | .436    | .346   | .811 | 7.2    | 1.4 | .7     | 1.9  | 16.1 |

## روابط خارجية
- كريستابس بورزينجيس على موقع الاتحاد الدولي لكرة السلة (الإنجليزية)
- كريستابس بورزينجيس على موقع الدوري الأوروبي لكرة السلة (الإنجليزية)
- كريستابس بورزينجيس على موقع إن بي أي (الإنجليزية)
- كريستابس بورزينجيس على موقع سبورتس رفرنس (الإنجليزية)
- كريستابس بورزينجيس على موقع الدوري الإسباني لكرة السلة (الإسبانية)
- كريستابس بورزينجيس على موقع كرة السلة الأوروبية.كوم (الإنجليزية)
- كريستابس بورزينجيس على موقع DraftExpress.com (الإنجليزية)
- كريستابس بورزينجيس على موقع إي إس بي إن.كوم (الإنجليزية)
- كريستابس بورزينجيس على موقع ريلجم (الإنجليزية)
- كريستابس بورزينجيس على موقع بروبوليرز (الإنجليزية)